# Lille Nemo i Drömrike
Lille Nemo i Drömrike (engelska: Little Nemo in Slumberland) är en amerikansk tecknad serie av Winsor McCay som varje vecka publicerades i tidningarna New York Herald och William Randolph Hearsts New York American från 15 oktober 1905 till 26 juli 1914. Dock gjorde serien ett uppehåll mellan 24 juli 1911 och 2 september samma år.
Serien hette först Little Nemo in Slumberland och sedan In the Land of Wonderful Dreams då den bytte tidning. Serien repriserades sedan under originaltiteln åren 1924-1927.
Den publicerades i Sverige 1924-1927. 1990 trycktes ett album på svenska – Lille Nemo i Drömrike, del 1 1905–1907 (Alvglans, ISBN 91-7556-080-1).
Serien har även adapterats till en långfilm, Nemos äventyr i Drömmarnas land, och ett datorspel, Little Nemo: The Dream Master.